# Alice Tükörországban (meseregény)
Az Alice Tükörországban (Through the Looking-Glass, and What Alice Found There, 1871) című könyv Lewis Carroll meseregénye, amely a nagy sikerű Alice Csodaországban című mű folytatása. Az előző részhez hasonlóan, ebben a regényben is megjelennek furcsa és különös figurák és események, melyek a korabeli Angliát gúnyolják ki.

## Történet
Alice a kandalló fölötti nagy tükrön keresztül átlép egy különös birodalomba. Megelevenedett sakkfigurák mellett más fura lényekkel is találkozik: zsemlepke, hintalódarázs, Subidám és Subidú, Dingidungi, Egyszarvúr, Gyilkanyessz. Veszélyeken és mókás kalandokon túljutva királynővé koronázzák.

## Szereplők
- Alice
- Kalapos
- Április Bolondja
- Dingidungi
- Gruffacsór
- Vörös Király
- Vörös Királynő
- Fehér Király
- Fehér Királynő
- Subidam és Subidú
- A Rozmár és az Ács
- Fehér Lovag
- A Juh

## Magyar fordítások
A könyv először 1980-ban jelent meg magyar nyelven, Révbíró Tamás fordításában, a verseket pedig Tótfalusi István fordította. Újabb fordításban 2009-ben jelent meg Aliz kalandjai csodaországban és a tükör másik oldalán címmel, Varró Dániel és Varró Zsuzsa fordításában. 
- Alice Tükörországban; ford. Révbíró Tamás, versford. Tótfalusi István, ill. Szecskó Tamás; Móra, Bp., 1980
- Aliz kalandjai Csodaországban és a tükör másik oldalán; ford. Varró Zsuzsa, versford. Varró Dániel, ill. Sir John Tenniel; Sziget, Bp., 2009

## Feldolgozások
- Alice Through a Looking Glass (1928), Walter Lang némafilmje
- Alice Through the Looking Glass (1966), tv-musical
- Alice Through the Looking Glass (1973), a BBC tv-filmje
- Alice Through the Looking Glass (1987), tv-rajzfilm
- Alice Through the Looking Glass (1998), a Channel 4 tv-filmje
- Alice Tükörországban (2016), James Bobin filmje